# Milton Zárate
Milton Hernan Zárate (Rosario, Santa Fe, Argentina, 5 de septiembre de 1988) es un exfutbolista argentino. Jugaba como mediocampista y su último club fue Güemes de Santiago del Estero de la Primera Nacional.

## Clubes
| Club                          | País      | Año         | PJ | G  |
| ----------------------------- | --------- | ----------- | -- | -- |
| Rosario Central               | Argentina | 2009 - 2011 | 13 | 0  |
| Atlético Tucumán              | Argentina | 2011 - 2012 | 20 | 0  |
| Juventud Unida Universitario  | Argentina | 2012 - 2013 | 24 | 3  |
| Tiro Federal                  | Argentina | 2013 - 2014 | 28 | 9  |
| Guaraní Antonio Franco        | Argentina | 2014 - 2015 | 5  | 1  |
| Ramón Santamarina             | Argentina | 2016 - 2017 | 53 | 2  |
| Flandria                      | Argentina | 2017 - 2018 | 16 | 1  |
| Chaco For Ever                | Argentina | 2018 - 2021 | 37 | 14 |
| Güemes de Santiago del Estero | Argentina | 2021        | 25 | 1  |